# Енріко Пепе
Енріко Пепе (мальт. Enrico Pepe, нар. 12 листопада 1989, Віко-Екуенсе) — мальтійський футболіст, захисник клубу «Біркіркара».
Виступав, зокрема, за клуб «Салернітана», а також національну збірну Мальти.
Дворазовий володар Кубка Мальти. Володар Суперкубка Мальти.

## Клубна кар'єра
Народився 12 листопада 1989 року в місті Віко-Екуенсе. Вихованець футбольної школи клубу «Салернітана».
У дорослому футболі дебютував 2007 року виступами за команду «Кампобассо», в якій провів один сезон, взявши участь у 14 матчах чемпіонату. 
Згодом з 2008 по 2009 рік грав у складі команд «Салернітана» та «Кассіно».
Своєю грою за останню команду знову привернув увагу представників тренерського штабу клубу «Салернітана», до складу якого повернувся 2009 року. Цього разу відіграв за команду з Салерно наступні два сезони своєї ігрової кар'єри.
Протягом 2011—2019 років захищав кольори клубів «Сіракуза», «Паганезе», «Мессіна», «Флоріана» та «Хамрун Спартанс».
До складу клубу «Біркіркара» приєднався 2019 року. Станом на 16 грудня 2023 року відіграв за мальтійський клуб 78 матчів в національному чемпіонаті.

## Виступи за збірну
У 2020 році дебютував в офіційних матчах у складі національної збірної Мальти.
| Дата       | Місто      | Господарі  | Результат | Гості              | Турнір                               | Голи | Примітки |
| ---------- | ---------- | ---------- | --------- | ------------------ | ------------------------------------ | ---- | -------- |
| 6-9-2020   | Та-Калі    | Мальта     | 1 – 1     | Латвія             | Ліга націй УЄФА 2020-2021 - 1-й етап | -    |          |
| 27-3-2021  | Трнава     | Словаччина | 2 – 2     | Мальта             | Відбір до ЧС 2022                    | -    |          |
| 30-3-2021  | Рієка      | Хорватія   | 3 – 0     | Мальта             | Відбір до ЧС 2022                    | -    |          |
| 1-9-2021   | Та-Калі    | Мальта     | 3 – 0     | Кіпр               | Відбір до ЧС 2022                    | -    |          |
| 4-9-2021   | Любляна    | Словенія   | 1 – 0     | Мальта             | Відбір до ЧС 2022                    | -    | 43'      |
| 8-10-2021  | Та-Калі    | Мальта     | 0 – 4     | Словенія           | Відбір до ЧС 2022                    | -    |          |
| 11-10-2021 | Ларнака    | Кіпр       | 2 – 2     | Мальта             | Відбір до ЧС 2022                    | -    |          |
| 11-11-2021 | Та-Калі    | Мальта     | 1 – 7     | Хорватія           | Відбір до ЧС 2022                    | -    | 79'      |
| 29-3-2022  | Та-Калі    | Мальта     | 2 – 0     | Кувейт             | товариський матч                     | -    |          |
| 1-6-2022   | Та-Калі    | Мальта     | 0 – 1     | Венесуела          | товариський матч                     | -    | 9' 46'   |
| 5-6-2022   | Серравалле | Сан-Марино | 0 – 2     | Мальта             | Ліга націй УЄФА 2022-2023 - 1-й етап | -    | 90'      |
| 9-6-2022   | Та-Калі    | Мальта     | 1 – 2     | Естонія            | Ліга націй УЄФА 2022-2023 - 1-й етап | -    |          |
| 12-6-2022  | Та-Калі    | Мальта     | 1 – 0     | Сан-Марино         | Ліга націй УЄФА 2022-2023 - 1-й етап | -    |          |
| 23-9-2022  | Таллінн    | Естонія    | 2 – 1     | Мальта             | Ліга націй УЄФА 2022-2023 - 1-й етап | -    |          |
| 27-9-2022  | Та-Калі    | Мальта     | 2 – 1     | Ізраїль            | товариський матч                     | -    | 74'      |
| 17-11-2022 | Та-Калі    | Мальта     | 2 – 2     | Греція             | товариський матч                     | -    | 41'      |
| 20-11-2022 | Та-Калі    | Мальта     | 0 – 1     | Ірландія           | товариський матч                     | -    | 51'      |
| 6-9-2023   | Та-Калі    | Мальта     | 1 – 0     | Гібралтар          | товариський матч                     | -    | 27' 62'  |
| 12-9-2023  | Та-Калі    | Мальта     | 0 – 2     | Північна Македонія | Відбір до ЧЄ 2024                    | -    |          |
| 14-10-2023 | Барі       | Італія     | 4 – 0     | Мальта             | Відбір до ЧЄ 2024                    | -    |          |
| 17-10-2023 | Та-Калі    | Мальта     | 1 – 3     | Україна            | Відбір до ЧЄ 2024                    | -    |          |
| 17-11-2023 | Лондон     | Англія     | 2 – 0     | Мальта             | Відбір до ЧЄ 2024                    | -    |          |
| Усього     |            | Матчів     | 22        |                    | Голів                                | 0    |          |

## Титули і досягнення
- Володар Кубка Мальти (2):

«Флоріана»: 2016-2017
«Біркіркара»: 2022-2023
- Володар Суперкубка Мальти (1):

«Флоріана»: 2017